# Рейнські Сланцеві гори
Рейнські Сланцеві гори — назва походить від розташування гір на берегах середньої течії Рейну, і з порід серед яких головне місце займають сланці. Гори в середній течії Рейну, розташовані головним чином у Німеччині і частково в Бельгії, Люксембурзі і Франції.
Протяжність становить близько 400 км, найвища точка — гора Гросер-Фельдберг (880 м). Гори складаються переважно зі сланців і кварциту, а також пісковиків і вапняку; збереглися базальтові купола. Окремі масиви гір, розділені глибокими долинами річок Рейн, Мозель, Лан, Нае, мають зазвичай вирівняні вершинні поверхні, над якими на 300—400 м підносяться хребти, що несуть іноді вулканічні конуси та маари.
На схилах ростуть ялинові, дубові і букові ліси, нині сильно розріджені; на вершинних поверхнях — пустки й болота. Тераси річкових долин і нижні ділянки схилів використовуються для вирощування пшениці, цукрових буряків, а також зайняті виноградниками. Також населення займається тваринництвом (велика рогата худоба, вівці).
У північному передгірському прогині Рейнських Сланцевих гір розташований Рурський вугільний басейн.

## Джерело
- Рейнські Сланцеві гори[недоступне посилання з липня 2019] стаття з Великої радянської енциклопедії [Архівовано 15 грудня 2008 у Wayback Machine.]